# CUSIP
CUSIP系统的拥有者是美国银行家协会，由标普智汇运作。运营的主体 - CUSIP环球服务(CGS)同样也为北美国际编码机构(NNA)提供服务支持，在美国和加拿大市场，新上市的股票会使用CUSIP作为国家证券识别码，CUSIP之于北美国家代码机构(NNA)就如同一个美国本土的ISIN代码。 